# سيمون غودارد
سيمون غودارد (بالإنجليزية: Simon Goddard)‏ هو صحفي بريطاني، ولد في 21 ديسمبر 1971.